# Ronald D. Asmus
Ronald „Ron“ Dietrich Asmus (* 29. Juni 1957 in Milwaukee, Wisconsin; † 30. April 2011 in Brüssel) war ein US-amerikanischer Diplomat und Politikwissenschaftler.

## Leben
Der Sohn einer aus Deutschland stammenden Einwandererfamilie trat nach Schulbesuch und Studium in den Diplomatischen Dienst und war dort zuletzt zwischen 1997 und 2000 Deputy Assistant Secretary of State für Europa. Während dieser Zeit spielte er eine führende Rolle bei der NATO-Osterweiterung, bei der der NATO 1999 die ehemaligen kommunistischen Staaten Polen, Ungarn, Tschechien, Slowakei, Estland, Lettland und Litauen beitraten.
Für seine Leistungen zur Stärkung der transatlantischen Beziehungen wurde er mit mehreren in- und ausländischen Auszeichnungen geehrt.
Nach seinem Ausscheiden aus dem diplomatischen Dienst wurde er Mitarbeiter des German Marshall Fund und war zuletzt Exekutivdirektor sowie Direktor für strategische Planung von deren Büro in Brüssel. Während seiner dortigen Tätigkeit, die er bis zu seinem Tode durch Krebs ausübte, befasste er sich insbesondere mit der Arbeit der Stiftung in Asien, der Türkei, im Mittleren Osten sowie im Südkaukasus.